# Krumstedt
Krumstedt er en by og kommune i det nordlige Tyskland, beliggende i Amt Mitteldithmarschen i den centrale del af Kreis Dithmarschen. Kreis Dithmarschen ligger i den sydvestlige del af delstaten Slesvig-Holsten.

## Geografi
I kommunen ligger ud over Krumstedt, bebyggelsen Krumstedterfeld.

### Nabokommuner
Nabokommuner er (med uret fra nord) kommunerne Bargenstedt, Tensbüttel-Röst, Schafstedt, Eggstedt, Süderhastedt, Frestedt, Windbergen, Wolmersdorf og Nindorf (alle i Kreis Dithmarschen).